# Acido diomo-gamma-linolenico
L'acido diomo-gamma-linolenico o diomo-γ-linolenico, in sigla DGLA, è un acido grasso polinsaturo con 20 atomi di carbonio e 3 doppi legami cis in posizione 8, 11, e 14. Appartiene alla classe degli omega-6.
Si trova in piccole quantità (<5%) in alcuni funghi del genere Mortierella o Condiobolus e negli oli di semi di diverse piante: 
- Pinus sylvestris (1,1%),
- Cedrus deodara (1,9%),
- Larix decidua (3,2%),
- Abies grandis (2%),
- Cupressus sempervirens (4,1%)

Negli animali come nelle piante è normalmente prodotto dall'acido γ-linolenico in una reazione di allungamento della catena catalizzata da un enzima elongasi.
Con diverse reazioni enzimatiche può contribuire alla sintesi degli eicosaoidi con rilevanti effetti biologici e clinici.
Catalizzato dall'enzima Δ5-desaturasi può formare acido arachidonico. 
Catalizzato dagli enzimi ciclo-ossigenasi 1(COX1) può formare prostaglandine del tipo 1 (PGE1).
Catalizzato dall'enzima lipo-ossigenasi 15 (15LOX) può formare acido 15 idrossieicosatrienoico (15HETrE).